# União do Sul
União do Sul là một đô thị thuộc bang Mato Grosso, Brasil. Đô thị này có diện tích 4581,121 km², dân số năm 2007 là 3993 người, mật độ 0,87 người/km².